# قطعنامه ۴۸۵ شورای امنیت
قطعنامه ۴۸۵ شورای امنیت سازمان ملل متحد که در تاریخ ۲۲ مه ۱۹۸۱ تصویب شد، سندی بین‌المللی دربارهٔ اسرائیل-جمهوری عربی سوریه است. این قطعنامه طی نشست ۲٬۲۷۸ام با ۱۴ موافق، ۰ مخالف و ۰ ممتنع تصویب شد.